# 姚質
姚質（?—?），五胡十六国后秦的君主姚兴的儿子。
402年，后秦天王姚兴册立昭仪张氏为皇后，封儿子姚懿、姚弼、姚洸、姚宣、姚谌、姚愔、姚璞、姚質、姚逵、姚裕、姚國兒等都为公爵。